# SV Belisia Bilzen
SV Belisia Bilzen is een Belgische voetbalclub uit de Bilzerse (deel)gemeenten Bilzen, Waltwilder, Mopertingen, Grote-Spouwen. De club is aangesloten bij de KBVB met stamnummer 5775 en heeft blauw en wit als kleuren. De huidige club ontstond in 2021 uit de fusie van Spouwen-Mopertingen en Bilzerse-Waltwilder V.V. Thuisbasis voor de wedstrijden van de seniorenelftallen (eerste elftal A, eerste elftal B, dames en beloften) is het Sportpark Katteberg in Bilzen. De jeugdploegen treden deels aan onder Belisia Bilzen SV (provinciaal en gewestelijk niveau) en Bilzen Youth (interprovinciaal en gewestelijk niveau).

## Geschiedenis
De club sloot als Rapid Spouwen in 1954 aan bij de Belgische voetbalbond en kreeg stamnummer 5775. De  ploeg ging van start in de provinciale reeksen.
In 1974 bereikte men voor het eerst de nationale reeksen. Spouwen kon zich meerdere jaren handhaven in de Vierde klasse. In 1976, het tweede seizoen in Vierde, haalde men zelfs een tweede plaats in de reeks, weliswaar op ruime afstand van reekswinnaar Wit-Ster Beverst. De club bleef de daaropvolgende jaren in de middenmoot of zelfs in de subtop spelen. In 1989 strandde men nogmaals op een tweede plaats, ditmaal op drie puntjes van reekswinnaar FC Poederlee. Een paar jaar later, in 1992, eindigde Spouwen echter als op twee na laatste. Na 18 seizoenen onafgebroken voetbal in de nationale bevorderingsreeksen zakte Spouwen terug naar het provinciaal voetbal.
De club zakte daarna ook weg uit Eerste Provinciale. In 1998 won Spouwen zijn reeks in Tweede Provinciale, en keerde zo terug naar het hoogste provinciale niveau. In 2001/02 werd Spouwen vijfde in Eerste Provinciale, en plaatste het zich voor de Limburgse provinciale eindronde. Men schakelde Lutlommel VV en de Turkse Rangers uit, wat een plaats opleverde in de interprovinciale eindrondes. Daar ging men echter met 1-5 onderuit tegen Union La Calamine en zo miste men de terugkeer naar het nationaal voetbal.
Dat seizoen speelde naast Spouwen in Eerste Provinciale ook het nabijgelegen GS Mopertingen, dat net was gepromoveerd. Het jongere GS Mopertingen was bij de KBVB aangesloten met stamnummer 7073. De twee clubs fusioneerden na het seizoen tot Spouwen-Mopertingen. De fusieclub speelde verder met stamnummer 5775 van Spouwen; stamnummer 7073 van Mopertingen verdween definitief.
De fusieclub eindigde in zijn eerste seizoen meteen derde in Eerste Provinciale, en dwong zo weer een eindrondeplaats af. Nadat in die eindronde SK Bree en RC Hades opzij waren gezet, stootte men weer door naar de interprovinciale eindronde. Ditmaal kende men er wel succes. De fusieclub versloeg Jeunesse Rochefortoise en SK Eernegem en haalde zo weer promotie naar de nationale Vierde Klasse.
In het seizoen 2008-2009 was er een deelname aan de eindronde in vierde nationale. Daarin werd de eerste wedstrijd op eigen terrein verloren tegen Torhout met 0-1.
In het seizoen 2009-2010 volgde er al een nieuw hoogtepunt in de clubgeschiedenis. In de Beker van België schakelde de club achtereenvolgens tweedeklasser FC Luik en derdeklasser Wielsbeke uit om in de 1/16e finale te mogen aantreden tegen KV Mechelen. Blauw-geel hield stand tot de 81', toen het 1-0 werd door toedoen van Nong. In blessuretijd dikte Rossini nog aan tot 2-0. Spouwen-Mopertingen mocht met opgeheven hoofd het strijdperk verlaten met een staande ovatie van de KVM-aanhang.
In het seizoen 2015-2016 bereikte de club opnieuw de 1/16e finale van de Beker van België. Na het uitschakelen van Beerschot-Wilrijk, Diegem Sport en Oosterzonen, kwam R.S.C. Anderlecht uit de bus als volgende tegenstander. Na een erg verdienstelijke wedstrijd kon Anderlecht pas afstand nemen in de 89e minuut, na een goal van Leander Dendoncker. Later op het seizoen behaalde Spouwen-Mopertingen een ticket voor de eindronde van 4e klasse. Na winst tegen Zwarte Leeuw verzekerde het team zich van promotie naar de Tweede klasse amateurs.
In 2021 fuseerde men met Bilzerse Waltwilder VV en werd de naam gewijzigd in SV Belisia Bilzen.
In 2024 promoveerde de club naar Eerste nationale. 

## Resultaten
| Als Spouwen-Mopertingen |    |    |     |     |     |     |                                                          |                                                          |                                                                                    |
| 2002/03                 |    |    |     |     |     | 3   | Eerste prov. Limburg                                     | 59                                                       |                                                                                    |
| 2003/04                 |    |    |     |     | 9   |     | Vierde klasse C                                          | 36                                                       |                                                                                    |
| 2004/05                 |    |    |     |     | 6   |     | Vierde klasse C                                          | 48                                                       |                                                                                    |
| 2005/06                 |    |    |     |     | 9   |     | Vierde klasse C                                          | 39                                                       |                                                                                    |
| 2006/07                 |    |    |     |     | 7   |     | Vierde klasse C                                          | 47                                                       |                                                                                    |
| 2007/08                 |    |    |     |     | 7   |     | Vierde klasse C                                          | 44                                                       |                                                                                    |
| 2008/09                 |    |    |     |     | 6   |     | Vierde klasse C                                          | 46                                                       | Verlies in eindronde voor promotie tegen Torhout 1992 KM                           |
| 2009/10                 |    |    |     |     | 5   |     | Vierde klasse C                                          | 49                                                       |                                                                                    |
| 2010/11                 |    |    |     |     | 7   |     | Vierde klasse C                                          | 40                                                       |                                                                                    |
| 2011/12                 |    |    |     |     | 8   |     | Vierde klasse C                                          | 45                                                       |                                                                                    |
| 2012/13                 |    |    |     |     | 5   |     | Vierde klasse C                                          | 52                                                       |                                                                                    |
| 2013/14                 |    |    |     |     | 13  |     | Vierde klasse C                                          | 33                                                       |                                                                                    |
| 2014/15                 |    |    |     |     | 7   |     | Vierde klasse C                                          | 43                                                       |                                                                                    |
| 2015/16                 |    |    |     |     | 6   |     | Vierde klasse C                                          | 45                                                       | Promotie naar Tweede klasse amateurs na winst tegen Zwarte Leeuw                   |
|                         | 1A | 1B | 1Am | 2Am | 3Am | P.I | Vanaf 2016-17 zijn er 3 nationale en 2 regionale niveaus | Vanaf 2016-17 zijn er 3 nationale en 2 regionale niveaus | Vanaf 2016-17 zijn er 3 nationale en 2 regionale niveaus                           |
| 2016/17                 |    |    |     | 4   |     |     | Tweede klasse Am. VV B                                   | 50                                                       |                                                                                    |
| 2017/18                 |    |    |     | 3   |     |     | Tweede klasse Am. VV B                                   | 52                                                       |                                                                                    |
| 2018/19                 |    |    |     | 13  |     |     | Tweede klasse Am. VV B                                   | 35                                                       |                                                                                    |
| 2019/20                 |    |    |     | 15  |     |     | Tweede klasse Am. VV B                                   | 21                                                       | Vroegtijdig stopgezet wegens de Coronacrisis.                                      |
| 2020/21                 |    |    |     |     |     |     | Tweede afdeling VV B                                     |                                                          | Geschrapt wegens de Coronacrisis.                                                  |
| Als SV Belisia Bilzen   |    |    |     |     |     |     |                                                          |                                                          |                                                                                    |
| 2021/22                 |    |    |     | 5   |     |     | Tweede afdeling VV B                                     | 52                                                       | Verlies in eindronde voor promotie tegen Lyra-Lierse Berlaar en SC Eendracht Aalst |
| 2022/23                 |    |    |     | 4   |     |     | Tweede afdeling VV B                                     | 56                                                       | Verlies in eindronde voor promotie tegen Jong Cercle                               |
| 2023/24                 |    |    |     | 1   |     |     | Tweede afdeling VV B                                     | 71                                                       | Kampioen                                                                           |
| 2024/25                 |    |    | 10  |     |     |     | Eerste nationale VV                                      | 39                                                       |                                                                                    |
| 2025/26                 |    |    |     |     |     |     | Eerste nationale VV                                      |                                                          |                                                                                    |

## Bekende (oud-)spelers
- Benjamin Bahtiri
- Timothy Freire
- Harrie Gommans
- Di Livio Jungschleger
- Enrico Pellegriti
- Ebrima Sillah
- Edwin Somers
- Michael Tambak
- Taner Taktak
- Gunter Verjans
- Lance Voorjans
- Jesse Wijnen
- Zlatko Žejnilović

## Bekende (oud-)trainers
- Luc Nilis